# 184 Dejopeja
184 Dejopeja (mednarodno ime je tudi 184 Dejopeja) je asteroid tipa X v glavnem asteroidnem pasu. 

## Odkritje
Asteroid je odkril avstrijski astronom Johann Palisa 28. februarja 1878 v Pulju . Poimenovan je po nimfi Dejopeji iz rimske mitologije.

## Lastnosti
Asteroid Dejopeja obkroži Sonce v 5,68 letih. Njegova tirnica ima izsrednost 0,075, nagnjena pa je za 1,146° proti ekliptiki. Njegov premer je 66,47 km, okoli svoje osi se zavrti v 6,455 h.